# Demänovská dolina
Demänovská dolina je údolí ležící jižně od Liptovského Mikuláše v severní části pohoří Nízké Tatry na Slovensku. Její délka měří patnáct kilometrů a je součástí Národního parku Nízké Tatry. Údolí je chráněno jako národní přírodní rezervace.

## Přírodní poměry
Na konci se údolí rozděluje na dvě ledovcová údolí: Repiskou a Širokou, které obepínají ve svém středu boční hřeben Ostredku. V závěru údolí se nachází Vrbické pleso. V údolí se nachází propojený komplex Demänovských jeskyní, které vznikly krasovatěním triasových vápenců. Mezi nejvýznamnější jeskyně patří Okno, Demänovská jeskyně míru, Demänovská ledová jeskyně, Demänovská jeskyně svobody, ledová Dračí jeskyně, Beníková jeskyně a Dveře, ale i další.

## Chráněné území
Národní přírodní rezervace Demänovská dolina leží v katastrálním území obce Demänovská Dolina v okrese Liptovský Mikuláš v Žilinském kraji. Rezervace byla vyhlášena v roce 1929 a jeho rozloha je 836,88 hektaru. Předmětem ochrany jsou společenstva lesních porostů, zastoupených bukovými smrčinami a smrkovými kosodřevinami. Nejhojněji zastoupeným druhem stromu je borovice lesní (Pinus sylvestris), méně často v údolí roste smrk ztepilý (Picea abies) a modřín opadavý (Larix decidua). Pozoruhodný je výskyt koulenky srdcolisté (Globularia cordifolia).